# Alliance nationale pour la démocratie et le progrès
Ne doit pas être confondu avec Alliance pour la démocratie et le progrès.
L'Alliance nationale pour la démocratie et le progrès abrégé ANDP (en anglais : National Alliance for Democracy and Progress abrégé NADP) est un parti politique camerounais.

## Histoire
En 1992 Hamadou Moustapha et Issa Tchiroma Bakary, alors tous les deux membres de l'Union nationale pour la démocratie et le progrès (UNDP), rejoignent le gouvernement de Simon Achidi Achu. Exclus de leur propre parti le 21 janvier 1995, ils fondent la même année l'Alliance nationale pour la démocratie et le progrès (ANDP). Le parti est légalement reconnu le 31 août 1995.
Le parti tient son premier congrès à Maroua en octobre 1996 puis son second en 2002 à Kumba.

## Positionnement
L'ANDP se présente comme un parti d'opposition cependant il a apporter à plusieurs reprises son large soutien au président de la République Paul Biya et à son parti politique, le Rassemblement démocratique du peuple camerounais (RDPC),,,. De plus le parti participe au gouvernement par l'intermédiaire de son président Hamadou Moustapha en tant que ministre chargé de mission auprès du président de la République depuis 2004,.

## Résultats électoraux

### Élections législatives
| Année | Voix   | %    | Rang | Sièges |
| ----- | ------ | ---- | ---- | ------ |
| 1997  | 25 658 | 0,9  | 7e   | 0 / 70 |
| 2007  | 18 361 | 0,59 | 8e   | 0 / 70 |
| 2013  | 34 338 | 0,85 | 7e   | 0 / 70 |

### Élections sénatoriales
| Année | Voix | %    | Rang | Sièges |
| ----- | ---- | ---- | ---- | ------ |
| 2018  | 13   | 0,13 | 9e   | 0 / 70 |
| 2023  | 37   | 3,34 | 10e  | 0 / 70 |